# Eublemma gratiosa
Eublemma gratiosa is een vlinder uit de familie van de spinneruilen (Erebidae). De wetenschappelijke naam van deze soort is voor het eerst voorgesteld als Anthophia gratiosa door Eduard Friedrich Eversmann in een publicatie uit 1854.
De soort komt voor in Kazachstan, Kirgizië en Mongolië.